# シクロオクテン
シクロオクテン (cyclooctene) は、8員環を有するシクロアルケンである。シス-トランス異性体を有する。消防法による第4類危険物 第2石油類に該当する。
Z体（cis体）が最も一般的である。一方で、E体（trans体）は面性キラリティーという特殊な性質を持つ。したがって、E-シクロオクテンは2つの鏡像異性体を持つ。
- (Rp)-(–)-E-シクロオクテン
- (Sp)-(+)-E-シクロオクテン

## cis-シクロオクテン
cis-シクロオクテン（COE）は、他のシクロアルケンに比べ、かなり選択的にエポキシドを形成する基材として知られている。副産物としてごく少量のラジカルが生成される。この理由は、cis-シクロオクテンにおけるアリルへの官能基化が他のシクロアルケンに比べ起こりにくいためである。ラジカル存在下においてcis-シクロオクテンはアリル化合物の副生成物を形成するよりも、エポキシドを形成しやすい。

## trans-シクロオクテン
trans-シクロオクテンは室温で安定している最小のtrans-シクロアルケンである（trans-シクロヘプテンおよびtrans-シクロヘキセンは存在はするが室温で非常に不安定である）。